# Йобо, Джозеф
Джо́зеф Йо́бо (англ. Joseph Yobo; 6 сентября 1980 года, Коно, Риверс, Нигерия) — нигерийский футболист, защитник.

## Клубная карьера
Йобо начал профессиональную карьеру в «Стандарде» в 1998 году. Он дебютировал в составе команды в 2000 году, а всего за клуб сыграл 46 раз. В 2001 году он был куплен «Марселем».
Вскоре после дебюта, Йобо был отдан в аренду в «Тенерифе». После примерно девяти месяцев, Йобо вернулся в «Марсель», а в июле 2002 года опять же на правах аренды отправился в «Эвертон». В 2003 году «Эвертон» выкупил игрока у «Марселя».
Йобо стал одним из наиболее последовательных игроков в «Эвертоне», и был одним из семи игроков в лиге, которые сыграли все игры на протяжении сезона 2006/07. В 2006 году Йобо продлил контракт с клубом до 2010 года. В сезоне 2009/10, Йобо пришлось приспосабливаться к своему новому партнеру по обороне, Сильвену Дистену, после перевода Джолеона Лескотта на левый фланг и травмы Фила Ягелки. 29 ноября 2009 года он забил автогол в Мерсисайдском дерби, а «Эвертон» проиграл 0:2.
Сезон 2010/11 провёл в аренде в турецком «Фенербахче», в составе которого стал чемпионом Турции. Перед сезоном 2011/12 турецкий клуб продлил аренду футболиста. 30 января 2014 года перешёл в английский «Норвич Сити» на правах аренды до конца сезона 2013/14.

## Карьера в сборной
Впервые Йобо получил вызов в сборную в 2001 году. На ЧМ-2002 в Японии и Южной Корее провел 3 матча, но не помог национальной команде выйти из группы. Его игра на международном уровне получила положительные отзывы. Он также играл на ЧМ-2010 в Южной Африке. Сыграл на ЧМ в Бразилии в 2014 году, где отметился автоголом в своей сотой игре в футболке «суперорлов» (на стадии 1/8 финала в матче против Франции). После того поединка Йобо объявил о завершении карьеры в сборной.

## Личная жизнь
В 2010 году после краткого ухаживания Йобо женился на Адазе Игве. Широко освещалось в СМИ, что Йобо пошёл к Т. Б. Джошуа для молитвы после травмы подколенного сухожилия в 2010 году на Кубке африканских наций.

### Благотворительная деятельность
В 2007 году Йобо создал Благотворительный фонд для помощи неблагополучным детям в Нигерии. По состоянию на 18 июля 2007 года он раздал более 300 стипендий, начиная от начальной школы до университетского уровня. Йобо создал футбольную академию в регионе Нигерии Огони.

## Достижения
Фенербахче
- Чемпион Турции: 2010/11, 2013/14
- Обладатель Кубка Турции: 2011/12, 2012/13

Сборная Нигерии
- Обладатель Кубка африканских наций: 2013